# Ordine al merito dello stato federale del Meclemburgo-Pomerania Anteriore
L'ordine al merito dello stato federale del Meclemburgo-Pomerania Anteriore è un ordine cavalleresco del Land tedesco del Meclemburgo-Pomerania Anteriore.
È stato fondato il 23 aprile 2001 ed è concesso dal presidente dei ministri del Meclemburgo-Pomerania Anteriore.
L'ordine non può contare più di 100 insigniti in vita (come l'antico ordine del Grifone) e di 20 nuovi insigniti all'anno. Al 2012 era  stato assegnato 22 volte.

## Insegne
- L'insegna, da portare al collo per gli uomini e al seno per le donne, è costituita da una croce smaltata di rosso con al centro l'emblema della città del Land.
- Il nastro è bianco con un bordo blu e uno rosso e con al centro una sottile striscia oro.